# Julian Phillips
Ne doit pas être confondu avec Julianne Phillips ou Julia Phillips.
Pour les articles homonymes, voir Phillips.
Julian Phillips, né le  5 novembre 2003 à Killeen dans le Texas, est un joueur américain de basket-ball évoluant aux postes d'ailier et ailier fort. Il mesure 2,01 m.

## Biographie

### Carrière universitaire
Entre 2022 et 2023, il joue pour les Volunteers du Tennessee à l'université du Tennessee.

### Carrière professionnelle
Il est choisi en 35e position par les Celtics de Boston, pour les Bulls de Chicago, lors de la draft 2023 de la NBA.
Début juillet 2023, il signe un contrat de quatre saisons avec les Bulls.

## Palmarès

### Lycée
- McDonald's All-American en 2022
- Jordan Brand Classic en 2022

## Statistiques

### Universitaires
| Saison    | Équipe    | Matchs | Titul. | Min./m | % Tir | % 3pts | % LF | Rbds/m. | Pass/m. | Int/m. | Ctr/m. | Pts/m. |
| --------- | --------- | ------ | ------ | ------ | ----- | ------ | ---- | ------- | ------- | ------ | ------ | ------ |
| 2022-2023 | Tennessee | 32     | 26     | 24,0   | 41,1  | 23,9   | 82,2 | 4,69    | 1,44    | 0,62   | 0,53   | 8,31   |
| Carrière  | Carrière  | 32     | 26     | 24,0   | 41,1  | 23,9   | 82,2 | 4,69    | 1,44    | 0,62   | 0,53   | 8,31   |

### Professionnelles

#### Saison régulière
| Saison    | Équipe   | Matchs | Titul. | Min./m | % Tir | % 3pts | % LF | Rbds/m. | Pass/m. | Int/m. | Ctr/m. | Pts/m. |
| --------- | -------- | ------ | ------ | ------ | ----- | ------ | ---- | ------- | ------- | ------ | ------ | ------ |
| 2023-2024 | Chicago  | 40     | 0      | 8,1    | 41,6  | 31,6   | 68,4 | 0,90    | 0,33    | 0,18   | 0,18   | 2,23   |
| 2024-2025 | Chicago  | 79     | 5      | 14,2   | 44,6  | 32,7   | 78,9 | 2,14    | 0,49    | 0,48   | 0,25   | 4,63   |
| Carrière  | Carrière | 119    | 5      | 12,1   | 44,0  | 32,5   | 76,8 | 1,72    | 0,44    | 0,38   | 0,23   | 3,82   |